# Diocesi di Saint John's-Basseterre

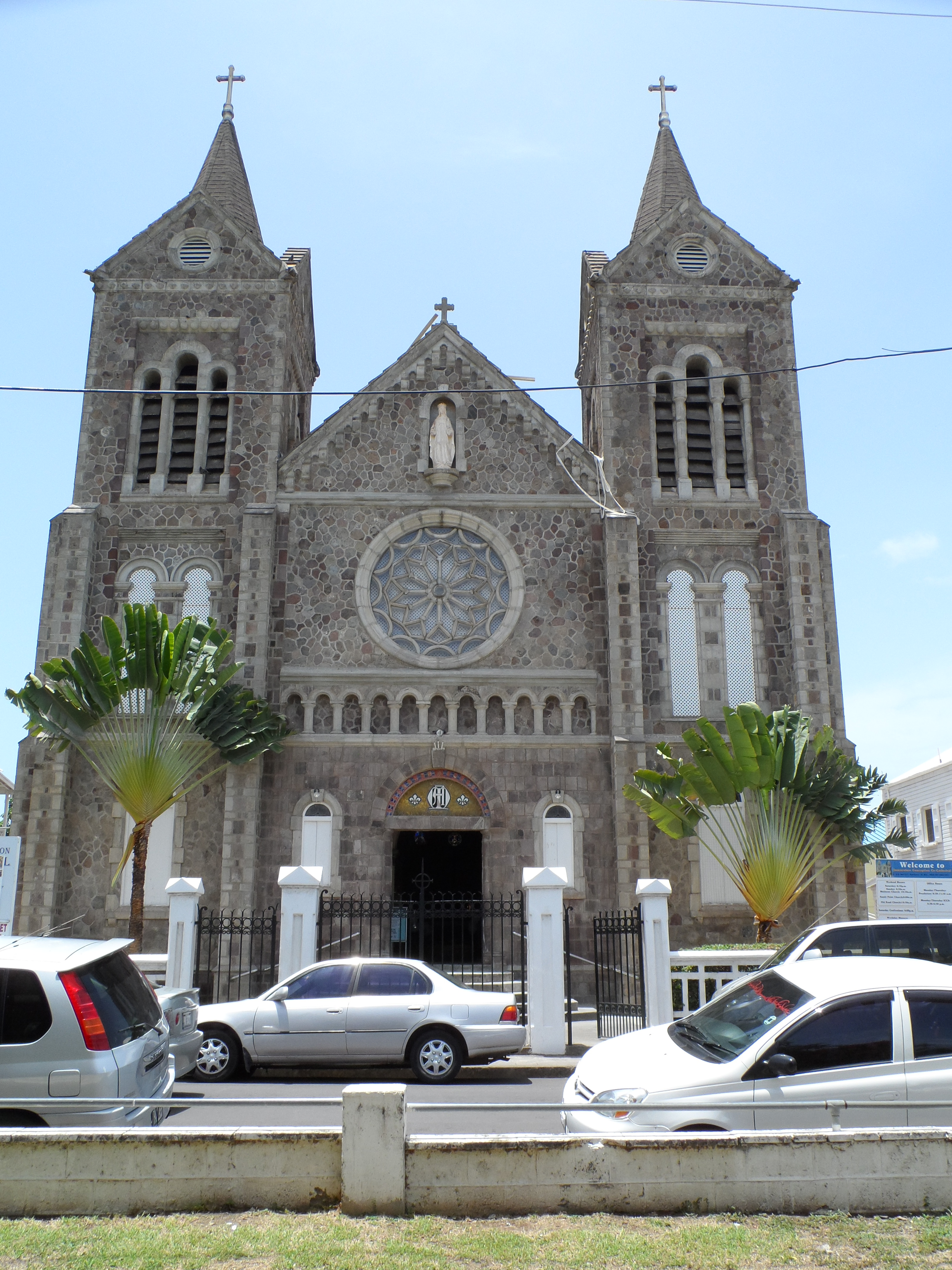
Concattedrale dell'Immacolata Concezione.

La diocesi di Saint John's-Basseterre (in latino Dioecesis Sancti Ioannis Imatellurana) è una sede della Chiesa cattolica suffraganea dell'arcidiocesi di Castries. Nel 2022 contava 14 997 battezzati su 202 822 abitanti. È retta dal vescovo Robert Anthony Llanos.

## Territorio
La diocesi comprende le isole di sottovento (Leeward): Antigua e Barbuda, Saint Kitts e Nevis, Montserrat, Anguilla e le Isole Vergini britanniche.
Sede vescovile è la città di Saint John's, capitale di Antigua e Barbuda, dove si trova la cattedrale della Sacra Famiglia. A Basseterre, capitale di Saint Kitts e Nevis, si trova la concattedrale dell'Immacolata Concezione di Maria Vergine.
Il territorio è suddiviso in 10 parrocchie, così distribuite:
- Antigua e Barbuda: Sacra Famiglia e Nostra Signora del Perpetuo Soccorso;
- Montserrat: San Patrizio;
- Saint Kitts: Immacolata Concezione, Sacra Famiglia e Sacro Cuore;
- Nevis: Santa Teresa;
- Anguilla: San Gerardo;
- Isole Vergini Britanniche: San Guglielmo e Sant'Orsola.

## Storia
La diocesi di Saint John's fu eretta il 16 gennaio 1971 con la bolla Cum nobis di papa Paolo VI, ricavandone il territorio dalla diocesi di Roseau.
Il 21 giugno 1981 ha assunto il nome attuale con il decreto Plures in Mari della Congregazione per l'evangelizzazione dei popoli.

## Cronotassi dei vescovi
Si omettono i periodi di sede vacante non superiori ai 2 anni o non storicamente accertati.
- Joseph Oliver Bowers, S.V.D. † (16 gennaio 1971 - 17 luglio 1981 ritirato)
- Donald James Reece (17 luglio 1981 - 12 ottobre 2007 nominato arcivescovo coadiutore di Kingston in Giamaica)
  - Sede vacante (2007-2011)[1]
- Kenneth David Oswin Richards (19 novembre 2011 - 29 aprile 2016 nominato arcivescovo di Kingston in Giamaica)
  - Sede vacante (2016-2018)
- Robert Anthony Llanos, dal 18 dicembre 2018[2]

## Statistiche
La diocesi nel 2022 su una popolazione di 202 822 persone contava 14 997 battezzati, corrispondenti al 7,4% del totale.
| anno | popolazione | popolazione | popolazione | presbiteri | presbiteri | presbiteri | presbiteri                | diaconi | religiosi | religiosi | parrocchie |
| anno | battezzati  | totale      | %           | numero     | secolari   | regolari   | battezzati per presbitero | diaconi | uomini    | donne     | parrocchie |
| ---- | ----------- | ----------- | ----------- | ---------- | ---------- | ---------- | ------------------------- | ------- | --------- | --------- | ---------- |
| 1976 | 11 640      | 130 907     | 8,9         | 12         |            | 12         | 970                       |         | 19        | 24        | 12         |
| 1980 | 11 803      | 130 907     | 9,0         | 12         | 1          | 11         | 983                       |         | 21        | 16        | 11         |
| 1990 | 14 286      | 156 454     | 9,1         | 15         | 5          | 10         | 952                       | 1       | 17        | 23        | 10         |
| 1999 | 14 313      | 131 098     | 10,9        | 17         | 4          | 13         | 841                       | 5       | 18        | 16        | 10         |
| 2000 | 14 402      | 131 187     | 11,0        | 16         | 4          | 12         | 900                       | 5       | 17        | 15        | 10         |
| 2001 | 14 537      | 131 301     | 11,1        | 15         | 4          | 11         | 969                       | 4       | 15        | 12        | 10         |
| 2002 | 15 233      | 137 204     | 11,1        | 14         | 3          | 11         | 1 088                     | 4       | 14        | 9         | 9          |
| 2003 | 15 322      | 137 293     | 11,2        | 15         | 4          | 11         | 1 021                     | 4       | 14        | 12        | 10         |
| 2004 | 15 423      | 137 394     | 11,2        | 17         | 6          | 11         | 907                       | 4       | 11        | 12        | 10         |
| 2010 | 14 878      | 169 787     | 8,8         | 8          | 8          |            | 1 859                     | 5       |           | 7         | 10         |
| 2014 | 16 743      | 186 880     | 9,0         | 12         | 3          | 9          | 1 395                     | 3       | 9         | 12        | 13         |
| 2017 | 17 515      | 197 594     | 8,9         | 19         | 6          | 13         | 921                       | 4       | 13        | 8         | 10         |
| 2020 | 17 807      | 200 095     | 8,9         | 16         | 4          | 12         | 1 112                     | 9       | 12        | 8         | 10         |
| 2022 | 14 997      | 202 822     | 7,4         | 14         | 5          | 9          | 1 071                     | 8       | 9         | 9         | 10         |